# Bỏ trốn (phim)
Bỏ trốn là bộ phim điện ảnh Việt Nam năm 1996 và cũng là bộ phim điện ảnh đầu tay của Phạm Nhuệ Giang với vai trò đạo diễn. Kịch bản của bộ phim được bà chuyển thể dựa theo truyện ngắn cùng tên của Phan Thị Thanh Nhàn, nội dung phim không thay đổi quá nhiều so với nguyên tác nên danh đề phim vẫn để biên kịch  bởi Phan Thị Thanh Nhàn.

## Nội dung
Sau khi mẹ mất, bố không có khả năng nuôi dưỡng nên bé Thi ở với nhà bác ruột cùng bà ngoại. Cô bé bị bác dâu là bà Mai ghẻ lạnh, khi bà ngoại mất có để lại cho Thi một chiếc nhẫn. Trong lúc sắp xếp đồ đạc, bà Mai phát hiện ra và đay nghiến cô bé khiến thi bỏ nhà đi. Thi lang thang trên rồi tìm đến mộ của bà, tại đây cô bé được một gia đình nghèo nhận nuôi.
Từ khi bé Thi bỏ đi, bà Mai ân hận và tìm mọi các tìm kiếm, khi biết nơi Thi ở, bà Mai đã đến đón cô bé về.

## Phân vai
- Phạm Hà Trang - Bé Thi
- Như Quỳnh - Bà Mai
- Lê Mạnh Tiến - Quang
- Nguyễn Mạnh Cường - Cò
- Nguyễn Thu Trang - Tý
- Thu Ngân - Gái
- Thiếu Ngân - em Gái
- Lê Quỳnh Trang - Hảo
- Nguyễn Minh Khánh - Tèo
- Phương Liên - Bà Câm
- Trọng An - bố Cò
- Đào Thị Loan - bà ngoại Thi
- Nguyễn Hiệp - bố Thi
- Phú Thăng - Bác sĩ
- Nguyễn Tiểu Lưu - cô Thanh
- Nguyệt Hằng - Mẹ Thi
- Hữu Mười - Quốc (chồng bà Mai)

## Giải thưởng
| Năm  | Sự kiện                                    | Hạng mục         | Kết quả                               | Chú thích |
| ---- | ------------------------------------------ | ---------------- | ------------------------------------- | --------- |
| 1996 | Giải thưởng của Hội Điện ảnh Việt Nam 1996 |                  | Giải B                                | [ 4 ]     |
| 1999 | Liên hoan phim Việt Nam lần thứ 12         | Phim truyện nhựa | Giải thưởng Ban giám khảo (bằng khen) | [ 4 ]     |